# Pierre-Paul de Faudoas
Pour les autres membres de la famille, voir Famille de Faudoas.
Pierre-Paul de Faudoas, né le 1er avril 1750 à Miramont-Latour (actuel département du Gers) et mort le 3 avril 1824 à Paris, est un dignitaire français de l'Église catholique, évéque de Meaux de 1805 à 1819. Après sa démission de ce siège, il est chanoine de Saint-Denis jusqu'à sa mort.

## Biographie

### Ecclésiastique de l'Ancien Régime
Pierre-Paul de Faudoas (et non Jean-Paul Faudoas comme l'appelle la base de données Catholic Hierarchy) est issu d'une famille de très ancienne noblesse. Il est le fils de Charles de Faudoas, marquis de Séguenville et de Barbazan et de Marie de Bérot. Cette branche de Séguenville a été formée au XVIe siècle. Si son père est issu de la noblesse ancienne, sa mère est de noblesse beaucoup plus récente, mais riche. Pierre-Paul est le dixième et dernier enfant de la fratrie. Son frère Jean, marquis de Faudoas, s'installe à Saint-Domingue et est le père de Félicité de Faudoas, qui jouera un rôle important dans la carrière de son oncle.
Dès sa tonsure à 14 ans en 1764, Pierre-Paul de Faudoas obtient un premier petit bénéfice ecclésiastique. Il fréquente d'abord une école tenue par les Franciscains près de Miramont, puis intègre le collège royal de Toulouse avant d'être élève à Saint-Sulpice de 1773 à 1776. Il obtient sa licence de théologie à l'université de Toulouse. Il est ordonné prêtre en 1776, mais est chanoine de Pessan depuis 1772.  
Pendant la Révolution, il refuse de prêter serment à la Constitution civile du clergé. Après s'être caché, il émigre en 1793, peut-être en Espagne.

### Oncle par alliance de Savary
Il rentre en France en 1801 et devient curé de Pessan. Il est rayé de la liste des émigrés sur intervention du général Savary, intime du Premier Consul, qui est le mari de la nièce de Faudoas. Cette dernière, Félicité de Faudoas, est aussi une amie d'Hortense de Beauharnais.
Savary va plus loin et recommande Faudoas pour accéder à l'épiscopat en 1802 puis en 1805, appuyé par Portalis. Malgré les réserves du cardinal Fesch, Faudoas est nommé évêque de Meaux le 30 janvier 1805.

### Évêque de Meaux
Il est sacré à Notre-Dame de Paris le 21 avril et s'installe à Meaux en septembre. Il poursuit la réorganisation entamée par son prédécesseur, Louis-Mathias de Barral. Il fonde un grand séminaire en 1807 et organise des visites pastorales. Il est fait baron d'Empire en 1809. Il participe, dans les rangs de la majorité, au concile de 1811.
Pendant la Première Restauration, il se rallie à Louis XVIII avant de faire allégeance à Napoléon pendant les Cent-Jours. Pendant la Seconde Restauration, il est dans une position délicate à cause de son soutien à Napoléon. Au moment de la négociation du concordat de 1817, il s'affirme  prêt à démissionner en échange d'une pension. Finalement, il démissionne de son siège épiscopal le 8 septembre 1819, devient chanoine de Saint-Denis deux mois après, le 16 novembre 1819, et le reste jusqu'à sa mort à Paris le 3 avril 1834. Il est enterré au cimetière du Père-Lachaise.

## Héraldique
D'azur à la croix d'or.

### Notices biographiques
- Michèle Bardon, « Un évêque de Meaux originaire du Gers au début du XIXe siècle : Monseigneur Pierre-Paul de Faudoas », Bulletin de la Société archéologique, historique, littéraire et scientifique du Gers, vol. 93,‎ 1992, p. 361-391 (lire en ligne).
- Jacques-Olivier Boudon, Les élites religieuses à l'époque de Napoléon. Dictionnaire des évêques et vicaires généraux du Premier Empire, Paris, Nouveau Monde éditions/Fondation Napoléon, 2002, 313 p. (ISBN 2-84736-008-5), p. 144-146.